# Tunel Sveti Rok
Tunel Sveti Rok (svatý Roch) je jeden z mnoha tunelů na dálnici A1 v Chorvatsku. Je dlouhý 5727 metrů a prochází pohořím Velebit. Nachází se na hranicích Licko-senjské a Zadarské župy.

## Poloha
Nejbližšími sídly při jeho portálech jsou osada Sveti Rok ze severovýchodní strany a obec Jasenice z jihozápadní.
Severní portál tunelu na Lické straně se nachází ve výšce 561 m n. m. a jižní jadranský v 510 m n. m. Za jižním portálem dále následuje poměrně prudké klesání s dvěma točkami až téměř na úroveň mořské hladiny, kterou dálnice dosahuje u výjezdu Maslenica.
Tunel prochází hranicí mezi dvěma klimatickými zónami a to středomořskou a vnitrozemskou evropskou.

## Historie
Výstavba byla zahájena 16. srpna 1993 během probíhající chorvatské války za nezávislost. Místo severního portálu tak bylo například obsazeno srbskými vojáky. 16. října 1999 byl tunel proražen a automobilem jím projel tehdejší chorvatský prezident Franjo Tuđman.  Západní tubus tunelu byl zprovozněn 30. června 2003, východní 30. května 2009.

## Výstavba
Tunel byl ražen Novou rakouskou tunelovací metodou za pomoci vrtání a trhacích prací. Během výstavby bylo objeveno mnoho jeskyní a kaveren (tunel prochází krasovou oblastí vápencového Velebitu). Celková délka objevených chodeb byla přes 1 km a největší jeskyně byla 148 metrů dlouhá, 53 metrů široká a 62 metrů vysoká. Nalezené jeskyně způsobily jisté technologické problémy během výstavby, ale podařilo se je zachovat.

## Parametry tunelu
Západní tubus, který byl otevřen dříve, je o něco delší než novější východní – měří 5727 metrů, zatímco východní pouze 5687 metrů. Tubusy jsou od sebe vzdáleny 25 metrů a jsou navzájem propojeny čtyřmi spojkami pro vozidla a dalšími patnácti pro pasažéry. 
Parametry tunelu jsou podobné s parametry podobně dlouhého tunelu Mala Kapela, což bylo způsobeno jejich souběžnou výstavbou. Oba tubusy mají 7,7 metru širokou vozovku se dvěma jízdními pruhy a chodníky po obou stranách. Pravidelně se vyskytují nouzové zálivy, odstavné plochy a SOS hlásky. Tunel je rovněž vybaven proměnlivým dopravním značením a rychlost v něm je omezena na 100 km/h. Poblíž obou portálů se nacházejí řídicí a údržbová střediska a také stanice požární ochrany.
Tunel Sveti Rok byl v roce 2010 oceněn organizací EuroTAP jako třetí nejbezpečnější tunel v Evropě.